# Ghost of Yōtei
Ghost of Yōtei est un jeu vidéo d’action en monde ouvert, développé par Sucker Punch Productions et édité par Sony Interactive Entertainment, dont la date de sortie est prévue pour le 2 octobre 2025 pour PlayStation 5.
Le jeu se déroule au Japon, en 1603, plus de trois cents années après les événements de Ghost of Tsushima.

## Trame
Le joueur contrôlera Atsu et l'histoire se déroule dans les terres entourant le mont Yōtei, un pic imposant au cœur d'Ezo, une région du Japon connue aujourd'hui sous le nom d'Hokkaido. En 1603, cette région était hors de la domination du Japon et remplie de prairies tentaculaires, de toundras enneigées et de dangers inattendus. 

## Développement
Le cadre de Ghost of Yōtei est inspiré des multiples visites de Sucker Punch dans le nord du Japon. Le directeur créatif Jason Connell a été impressionné par la beauté du mont Yōtei, qu'il a contemplé pendant des heures. L'équipe de développement a enregistré des sons de la nature dans le parc national de Shiretoko. Le directeur créatif Nate Fox a souhaité que la suite de Ghost of Tsushima conserve ses fondamentaux : « transporter le joueur dans le charme et la beauté du Japon féodal ». 
Le 24 septembre 2024, le jeu est révélé lors de la diffusion en direct State of Play de Sony.

### Traduction
- (en) Cet article est partiellement ou en totalité issu de l’article de Wikipédia en anglais intitulé « Ghost of Yōtei » (voir la liste des auteurs).